# Asura punctilineata
Asura punctilineata là một loài bướm đêm thuộc phân họ Arctiinae, họ Erebidae.